# Ultimate Collection (Creedence Clearwater Revival)
Ultimate Collection è il diciottesimo album, nonché nona raccolta ufficiale, dei Creedence Clearwater Revival, pubblicato nel giugno 1998 dalla Mushroom Records.

## Tracce
1. Bad Moon Rising
2. Looking Out My Back Door
3. I Put A Spell On You
4. Hey Tonight
5. Good Golly Miss Molly
6. I Heard It Through The Grapevine
7. Someday Never Comes
8. Suzie Q
9. Fortunate Son
10. Pagan Baby
11. Lodi
12. Green River
13. Who'll Stop The Rain
14. Proud Mary
15. Down On The Corner
16. The Midnight Special
17. Run Through The Jungle
18. Have You Ever Seen The Rain?
19. Traveling Band
20. Sweet Hitch-Hiker
21. Long As I Can See The Light
22. Up Around The Bend
23. Molina
24. Born On The Bayou

## Formazione
- John Fogerty - chitarra, voce
- Tom Fogerty - chitarra
- Doug Clifford - batteria
- Stu Cook - basso